# 拉菲克·贝·艾姆兹
拉菲克·贝·伊本·马哈茂德·阿兹姆（英語：Rafīq Bey ibn Mahmūd al-ʿAzm，阿拉伯语：‎，1865年？月？日—1925年7月4日），是叙利亚知识分子、作家，曾担任奥斯曼自治党主席，他主张在奥斯曼帝国统治下，每个省有土耳其、阿拉伯两种语言，学校开设各自的母语教学课程。